# Grande Prêmio de Mônaco de 1964
Resultados do Grande Prêmio de Mônaco de Fórmula 1 realizado em Montecarlo à 10 de maio de 1964. Foi a etapa de abertura daquela temporada e teve como vencedor o britânico Graham Hill.

## Classificação da prova
| Pos. | Nº | Piloto              | Construtor      | Voltas | Tempo/Diferença          | Grid | Pontos |
| ---- | -- | ------------------- | --------------- | ------ | ------------------------ | ---- | ------ |
| 1    | 8  | Graham Hill         | BRM             | 100    | 2:41:19.5                | 3    | 9      |
| 2    | 7  | Richie Ginther      | BRM             | 99     | + 1 volta                | 8    | 6      |
| 3    | 11 | Peter Arundell      | Lotus-Climax    | 97     | + 3 voltas               | 6    | 4      |
| 4    | 12 | Jim Clark           | Lotus-Climax    | 96     | Motor                    | 1    | 3      |
| 5    | 19 | Jo Bonnier          | Cooper-Climax   | 96     | + 4 voltas               | 11   | 2      |
| 6    | 18 | Mike Hailwood       | Lotus-BRM       | 96     | + 4 voltas               | 15   | 1      |
| 7    | 16 | Bob Anderson        | Brabham-Climax  | 86     | Câmbio                   | 12   |        |
| 8    | 24 | Jo Siffert          | Lotus-BRM       | 78     | + 22 voltas              | 16   |        |
| 9    | 9  | Phil Hill           | Cooper-Climax   | 70     | Suspensão                | 9    |        |
| 10   | 20 | Lorenzo Bandini     | Ferrari         | 68     | Câmbio                   | 7    |        |
| Ret  | 6  | Dan Gurney          | Brabham-Climax  | 62     | Câmbio                   | 5    |        |
| Ret  | 4  | Maurice Trintignant | BRM             | 53     | Superaquecimento         | 13   |        |
| Ret  | 5  | Jack Brabham        | Brabham-Climax  | 29     | Injeção                  | 2    |        |
| Ret  | 10 | Bruce McLaren       | Cooper-Climax   | 17     | Rolamento de roda        | 10   |        |
| Ret  | 21 | John Surtees        | Ferrari         | 15     | Câmbio                   | 4    |        |
| Ret  | 15 | Trevor Taylor       | BRP-BRM         | 8      | Vazamento de combustível | 14   |        |
| DNQ  | 17 | Chris Amon          | Lotus-BRM       |        |                          |      |        |
| DNQ  | 2  | Peter Revson        | Lotus-BRM       |        |                          |      |        |
| DNQ  | 3  | Bernard Collomb     | Lotus-Climax    |        |                          |      |        |
| DNS  | 14 | Innes Ireland       | Lotus-BRM       |        | Acidente nos treinos     |      |        |
| WD   | 1  | André Pilette       | Scirocco-Climax |        |                          |      |        |
| WD   | 22 | Giancarlo Baghetti  | BRM             |        | Carro inconcluso         |      |        |
| WD   | 23 | Tony Maggs          | BRM             |        | Carro inconcluso         |      |        |

## Tabela do campeonato após a corrida
| Pos. | Piloto         | Pontos |
| ---- | -------------- | ------ |
| 1    | Graham Hill    | 9      |
| 2    | Richie Ginther | 6      |
| 3    | Peter Arundell | 4      |
| 4    | Jim Clark      | 3      |
| 5    | Jo Bonnier     | 2      |

| Pos. | Construtor    | Pontos |
| ---- | ------------- | ------ |
| 1    | BRM           | 9      |
| 2    | Lotus-Climax  | 4      |
| 3    | Cooper-Climax | 2      |
| 4    | Lotus-BRM     | 1      |

- Nota: Somente as primeiras cinco posições estão listadas. Apenas os seis melhores resultados, dentre pilotos ou equipes, eram computados visando o título. Neste ponto esclarecemos: na tabela dos construtores figurava somente o melhor colocado dentre os carros de um time.